# One Lujiazui
Il One Lujiazui (in cinese: 时代金融中心), precedentemente noto come Development Tower, è un grattacielo situato a Shanghai, in Cina.
Ultimato nel 2008, l'edificio, posto sulle rive del fiume Huangpu, ha un'altezza di 269,05 m con 49 piani. Prevalentemente è adibito ad ospitare uffici, anche se 6 000 m² (su 110 869,63 m² totali) sono adibiti ad uso residenziale.